# Thiodina hespera
Thiodina hespera là một loài nhện trong họ Salticidae.
Loài này thuộc chi Thiodina. Thiodina hespera được Richman & Vetter miêu tả năm 2004.

## Hình ảnh

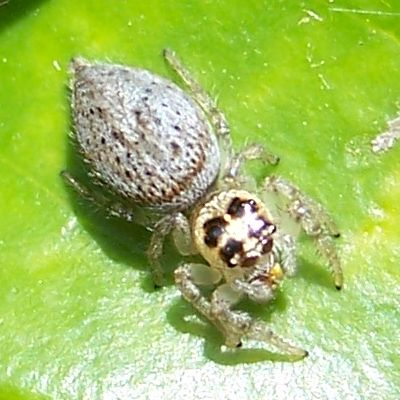
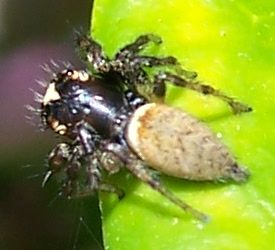